# Ham (tinh tinh)

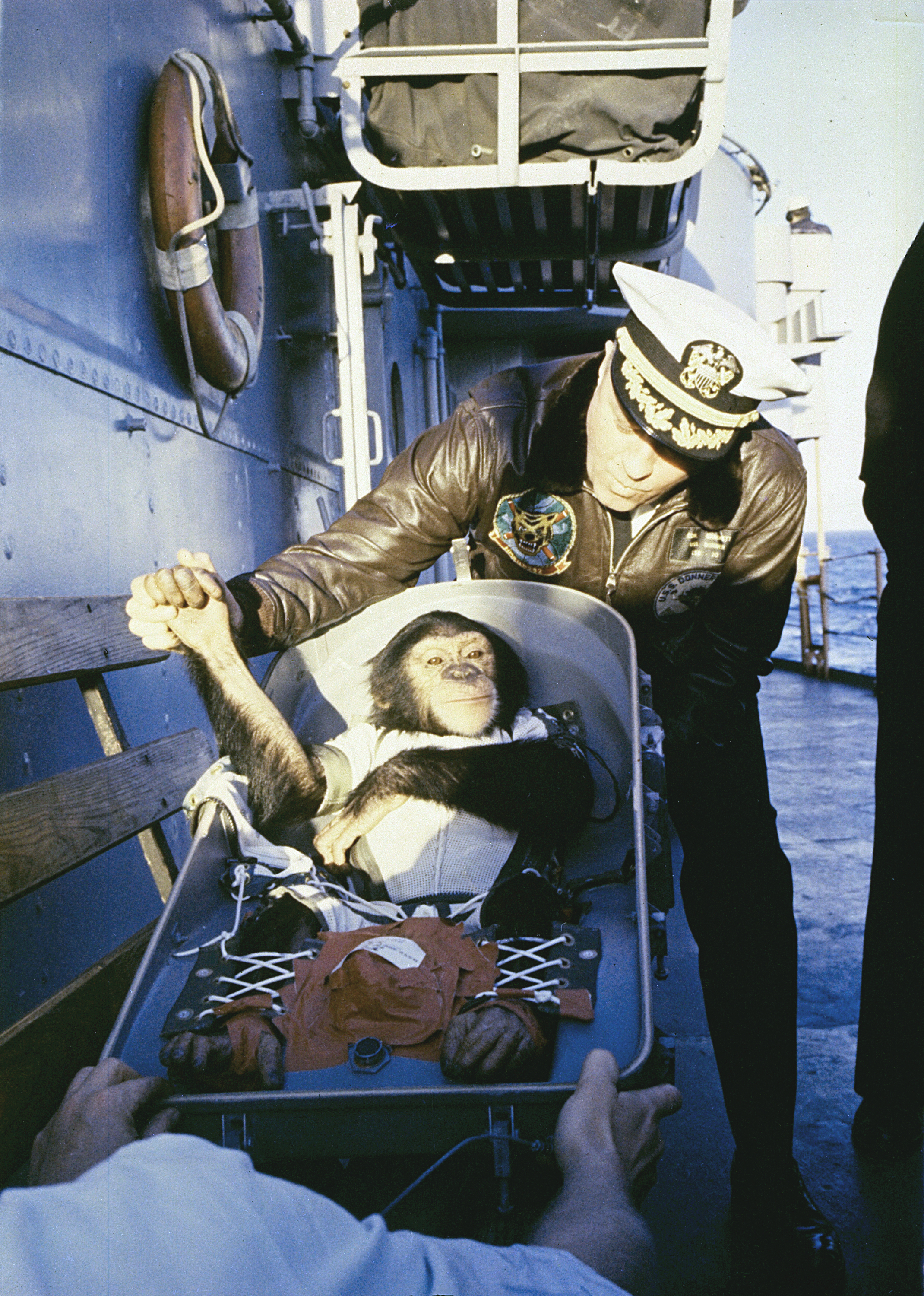
Cú "bắt tay" chào mừng nổi tiếng. Sau chuyến bay của nó trên tên lửa Mercury-Redstone, tinh tinh Ham đã được đón chào bởi chỉ huy tàu trở về, USS Donner (LSD-20).

Ham (tháng 7 năm 1956 - 19 tháng 1 năm 1983) là con tinh tinh được đưa vào vũ trụ trong chương trình không gian của Hoa Kỳ. Ban đầu có 40 con tinh tinh là ứng viên cho chuyến bay tại Holloman, sau khi đánh giá, số ứng viên còn lại 18, sau đó là 6, bao gồm Ham:255-257. 

## Giới thiệu
Chính thức tên của Ham là Số 65 trước chuyến bay và chỉ được đổi tên thành "Ham" khi nó đã quay trở về Trái Đất thành công. Điều này đã được cho là vì các quan chức không muốn báo chí đưa tin xấu mà có thể đến từ cái chết của một con tinh tinh "được đặt tên" nếu nhiệm vụ là một thất bại. Trong số những người điều khiển, Số 65 đã được biết đến với tên Chop Chop Chang.
Con tinh tinh này và các con tinh tinh khác đã được huấn luyện và chuẩn bị cho sứ mệnh bay lịch sử trong suốt 2 năm rưỡi. Chúng cũng được dạy hoàn thành các nhiệm vụ đơn giản theo đèn và tiếng động. Chẳng hạn như, đẩy mạnh một đòn bẩy trong vòng năm giây nhìn thấy một ánh sáng nhấp nháy màu xanh sẽ mang lại cho các học viên tinh tinh một miếng chuối; ngược lại, nếu thất bại, chúng sẽ bị cho sốc điện nhẹ vào lòng bàn chân.
Sinh tháng 7 năm 1956 ở Cameroon:245, và bị bắt bằng bẫy động vật và gửi đến Rare Bird Farm ở Miami, Florida:245 và được Không lực Hoa Kỳ mua và mang đến Căn cứ không quân Holloman năm 1959.
Ngày 31 tháng 1 năm 1961, Ham đã bay cùng tên lửa vào không gian để thực hiện sứ mệnh MR-2 của Cơ quan vũ trụ Mỹ (NASA), nhưng chuyến bay gần như ngay lập tức đã gặp trục trặc. Đường bay của tên lửa cao hơn một độ so với mức dự kiến, đồng nghĩa với việc nó đã lên tới độ cao gần 252,7 km trên bề mặt Trái Đất, cao hơn mục tiêu dự kiến là 185 km, và mức oxy bắt đầu giảm xuống.
Trong 6 phút bay, con tinh tinh Ham đã ở tình trạng không trọng lượng khi tên lửa tăng tốc trên bầu trời tới khoảng 804,7 km/h. Tên lửa rơi xuống Đại Tây Dương trong 16 phút, 39 giây sau đó và khi đội cứu hộ tiếp cận được nó.
Chàng tinh tinh không bị tổn hại gì sau chuyến phiêu lưu vào vũ trụ và tiếp tục sống ở vườn thú quốc gia ở Washington suốt 17 năm sau đó. Ham qua đời ở vườn thú Bắc Carolina ở tuổi 25.